# Máquina de café

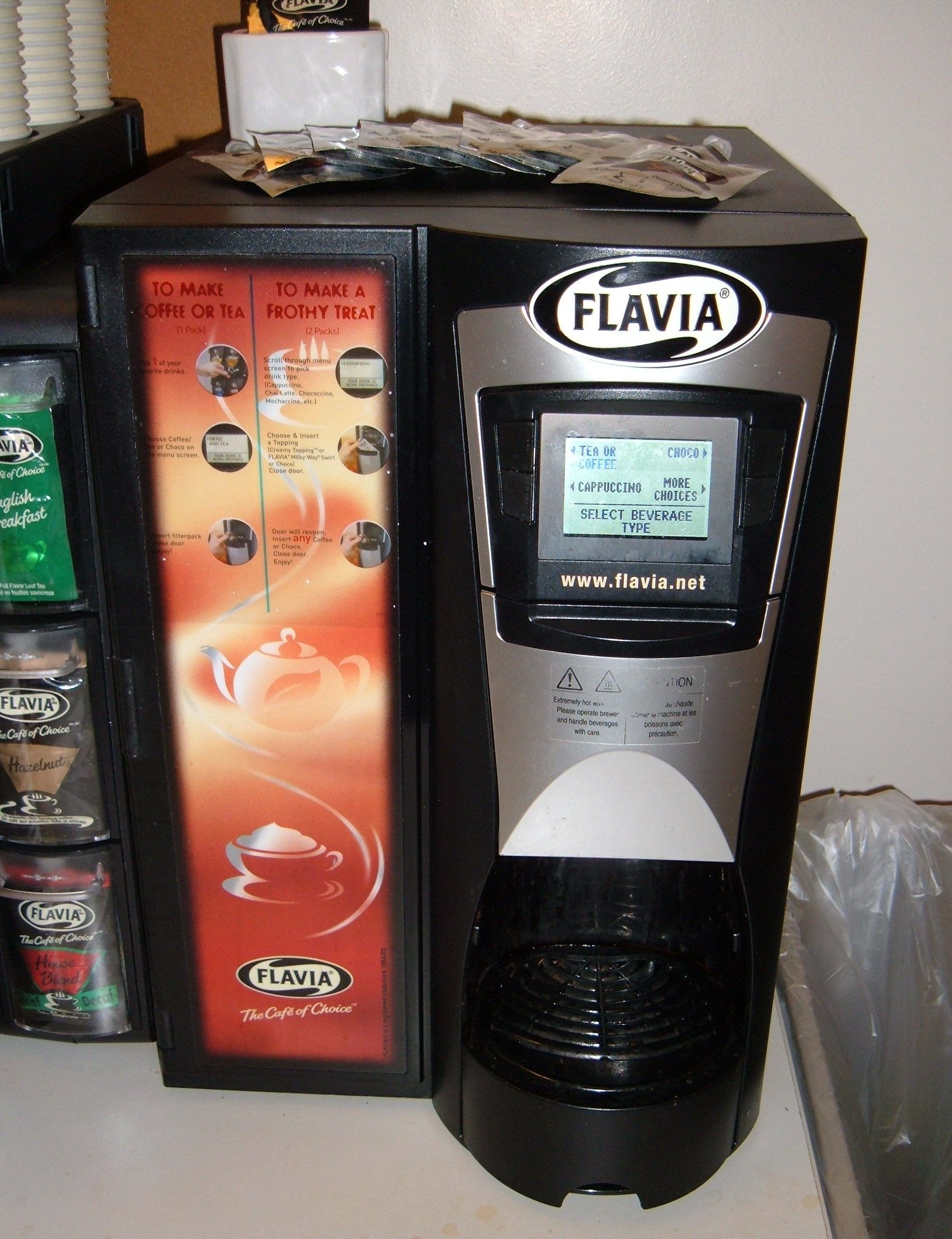
Máquina de café

Dentro de las máquinas expendedoras o de vending las máquinas de café gozan de gran popularidad. Se pueden encontrar en entornos públicos pero se localizan más habitualmente en oficinas. La función de las máquinas de café es suministrar un vaso de bebida caliente con su cucharilla y dosis de azúcar a cambio de un precio estipulado. Actualmente, la oferta de productos existente se ha ampliado incluyendo no solo una gran variedad de cafés sino también otras bebidas como chocolate o infusiones. El usuario también puede programar la dosis de azúcar requerida.
Una vez que el cliente elige el café que desea, se inicia su ciclo de elaboración, que comienza con:
- Liberación del vaso que se deposita en un receptáculo protegido por una puerta transparente.
- Dosificación de una mezcla de café en grano natural y torrefacto que pasa a un molinillo para su trituración.
- El café molido se envía al grupo de café, que se comprime mediante un sistema de biela-manivela.
- El agua se calienta en la caldera del café en donde se introduce por medio de una bomba. Entonces, se adiciona al café y la mezcla resultante se vierte sobre el vaso. El café usado se desesecha depositándose en un contenedor y el sistema vuelve a su posición inicial.
- Para obtener café con leche, se añade al café leche en polvo diluida en agua a alta temperatura. La leche se dosifica por un tornillo sin fin y el mismo sistema es útil para otras bebidas solubles como el chocolate.
- Por último, un dosificador deja caer la cucharilla de plástico en el vaso.

## Formas de pago
La máquina cuenta con un monedero en el que se insertan las monedas de unos valores establecidos. Su idoneidad se reconoce por medio de inducción electromagnética y la orden de validación de moneda se transmite a una unidad central que también controla los principales parámetros de la máquina: temperaturas, dosis de producto, etc.
Otro sistema limita la extracción de café a la utilización de una tarjeta de recarga. El chip incorporado a la misma acumula un saldo del que la máquina sustrae el precio de cada bebida expedida. En hostelería, se utilizan máquinas con un funcionamiento similar al anterior pero sin necesidad de pago. Así son las que se instalan en los desayunos-bufets de muchos hoteles en los que el precio del café está incluido.

## Otros servicios
Otros servicios que presta la máquina son:
- Proporcionan cambio en caso de importe no exacto.
- Aviso del estado del proceso: en preparación, listo, etc.
- Indicación de productos no disponibles.